# أندريه بافل
أندريه بافل (بالرومانية: Andrei Pavel) (من مواليد 27 يناير 1974) هو لاعب كرة مضرب روماني.

## وصلات خارجية
- أندريه بافل على موقع رابطة محترفي التنس (الإنجليزية)
- أندريه بافل على موقع الاتحاد الدولي لكرة المضرب (الإنجليزية)
- أندريه بافل على موقع كأس ديفيز (الإنجليزية)
- أندريه بافل على موقع خلاصة التنس.كوم (الإنجليزية)
- أندريه بافل على موقع إي إس بي إن.كوم (الإنجليزية)
- أندريه بافل على موقع اللجنة الأولمبية الدولية (الإنجليزية)
- أندريه بافل على موقع أوليمبيديا (الإنجليزية)
- إحصائيات اللاعب
- نتائح أخر مباريات اللاعب
- تارخ تصنيف اللاعب